# Hivaagrion
Hivaagrion – rodzaj ważek z rodziny łątkowatych (Coenagrionidae). Obejmuje gatunki, które są endemitami Markizów (Polinezja Francuska).

## Podział systematyczny
Do rodzaju należą następujące gatunki:
- Hivaagrion demorsum (Needham, 1933)
- Hivaagrion halecarpenteri (Mumford, 1942)

## Taksonomia
W 1942 roku E.P. Mumford utworzył rodzaj Bedfordia dla gatunku B. halecarpenteri, oryginalnie opisanego w 1932 roku przez J.G. Needhama pod nazwą Coenagrion interruptum, która jednak okazała się już zajęta. W późniejszym okresie nie wszyscy autorzy uznawali rodzaj Bedfordia, niektórzy traktowali go jako młodszy synonim Ischnura. W 2000 roku Polhemus et al. zbadali holotypy B. halecarpenteri i Pseudagrion demorsum – innego gatunku ważki z Markizów, i uznali, że rodzaj Bedfordia zasługuje na wyróżnienie oraz zaproponowali zaliczyć do niego oba te gatunki. W 2014 roku M. Hämäläinen i M. Marinov postanowili przemianować rodzaj na Hivaagrion, gdyż wcześniej istniały już taksony owadów o takiej nazwie – Bedfordia Fahrenholz, 1936 (rodzaj wszy) i Bedfordia Kéler, 1938 (rodzaj wszołów), obecnie oba traktowane jako synonimy.
Nazwa Hivaagrion to połączenie słów „Hiva” (nazwa używana przez Polinezyjczyków w odniesieniu do wysp Markizów) i „Agrion” (z gr. „z pól, żyjący na polach” – popularny przyrostek używany w wielu nazwach rodzajów ważek równoskrzydłych).